# Mary Carey
Mary Carey, nome artístico de Mary Ellen Cook, (Cleveland, 15 de junho de 1980) é uma atriz estadunidense de filmes pornográficos. Ela mede 1,75m de altura e pesa 54 kg. Também foi creditada pelos nomes de Mary Cary e Marey Carey.

## Biografia
Seu nome "artístico" faz referência à sua semelhança (quase inexistente) com a cantora estadunidense Mariah Carey. Começou a fazer filmes no ano de 2002 e fez até 2005 por volta de sessenta filmes. Também dirigiu alguns filmes em 2004. Faz filmes mais leves em relação a outras estrelas pornôs.
Nas eleições no estado da Califórnia, em 2003, ela foi uma dos 135 candidatos ao cargo de governador do estado e ficou em décimo lugar.

## Filmografia parcial
- 5 Guy Cream Pie # 5
- Asses In The Air # 4
- Busty Beauties # 3
- Cruel Seductions
- Double Air Bags # 11
- Girls School # 4
- Hot Showers # 6
- Just Sex # 1
- Liquid Gold # 9

## Prêmios e Indicações

### AVN (Adult Video News)
- 2006 - Melhor na Categoria "Overall Marketing Campaign - Individual Project" - Mary Carey's Dinner with President Bush - Kick Ass Pictures
- 2004 - Melhor na Categoria "Overall Marketing Campaign - Individual Title or Series" - Mary Carey Campaign - Kick Ass Pictures

### XRCO (X-Rated Critics Organization)
- 2003 - Prêmio Especial - Mainstream's Adult Media Favorite - Mary Carey - Political run for Governor of California; Media blitz